# Francesco Della Croce
Francesco Della Croce (Milano, 1389 o 1409 – Milano, 19 marzo 1479) è stato un presbitero italiano.

## Biografia
Milanese, nato o nel 1389 o nel 1409 da Martino, conte palatino, Francesco Della Croce risultava essere ecclesiastico e si specializzò in diritto canonico nel 1428. Notaio della Curia romana sotto Martino V e poi vicario episcopale della diocesi di Pavia, si spostò poi a Milano. Partecipò al Concilio di Basilea del 1432 su invito del duca Filippo Maria Visconti e, nonostante papa Eugenio IV avesse ordinato ai padri di abbandonare l'assise, il Della Croce manifestò l'intenzione di continuare a partecipare alle sessioni conciliari. Continuò a partecipare ai lavori per tutto il 1434. Nominato l'anno seguente vicario episcopale dal nuovo arcivescovo di Milano Francesco Piccolpasso, carica che mantenne anche sotto il suo successore Enrico Rampini. Nel 1446 fu nominato membro di una commissione teologica su richiesta precisa del duca Filippo Maria, commissione che doveva rispondere ad un grave caso di coscienza del duca stesso. Durante gli anni convulsi seguenti l'instaurazione della Repubblica Ambrosiana (1447-1450), il Della Croce lasciò l'incarico di vicario episcopale per dedicarsi alle opere di carità e misericordia, nel tentativo di riformare ordini e congregazioni religiose, dedicandosi in particolar modo al Consorzio della Misericordia. Morì nel 1479.
Il Della Croce è ricordato per essere stato anche il legato testamentario dell'arcivescovo Piccolpasso il quale gli lasciò tutti i suoi libri e per aver compiuto un De festis con cui il religioso milanese indicava quali feste fossero di precetto.